# 반란 (음반)
《반란》(反亂)은 대한민국의 싱어송라이터 이승환의 세 번째 라이브 앨범이다. 집계된 판매량은 7,304장이다.

## 곡의 출처
CD1의 1~7번 트랙은 2004년에서 2005년 사이에 열었던 "이승환의 난 亂李" 실황, 9~11번 트랙은 2003년 5월 17일 전쟁기념관에서 열린 "끝장" 실황, CD2의 전곡은 2005년 열린 "제2회 이승환이 꿈꾸는 음악회" 실황을 녹음한 것이다. 신곡은 CD1의 8번 트랙 《외면》 한 곡으로, 드림팩토리 소속 작곡가인 이재명의 첫 작품이다.
VCD는 2004년 12월 31일 서울 올림픽공원 체조경기장에서 열린 "초대형 난리 in 서울"의 공연 실황을 녹화해 편집한 것이다.

## 곡 목록
- CD1

1. "세상에 뿌려진 사랑만큼" – 5:46
2. "마지막 인사" – 4:26
3. "세 가지 소원" – 4:34
4. "가족" – 7:30
5. "동지" – 3:56
6. "Quiz Show" – 3:47
7. "그대가, 그대를..." – 6:45
8. "외면" – 4:59
9. "당부" – 4:12
10. "Inmost" – 3:55
11. "변해가는 그대" – 7:51

- CD2

1. "내게" – 7:31
2. "못 말리는 봉팔이" – 2:17
3. "...사랑하나요!?" – 5:48
4. "심장병" – 4:01
5. "그대는 모릅니다" – 5:26
6. "덩크 슛" – 5:40
7. "Let It All Out" – 3:30
8. "Jerry Jerry Go Go" – 3:11
9. "착한 내 친구" – 3:00
10. "물어 본다" – 4:33
11. "천일동안" – 7:02

- VCD

1. "멋있게 사는 거야"
2. "Happy Wedding Song"
3. "한 사람을 위한 마음"
4. "텅 빈 마음"
5. "너를 향한 마음"
6. "붉은 낙타"
7. "Let It All Out"
8. "Jerry Jerry Go Go"
9. "이별에 대처하는 우리의 자세"
10. "세월이 가면"
11. "끝"

## 같이 보기
- 이승환의 음반
- 이승환 콘서트